# Alessandro Piccolomini

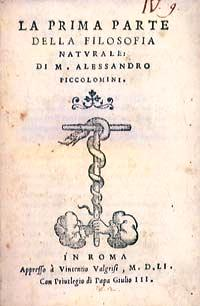
Cubierta de Filosofia naturale.

Alessandro Piccolomini (Siena, 13 de junio de 1508 - 12 de marzo de 1579) fue un astrónomo, escritor, dramaturgo, filósofo y humanista italiano que jugó un papel importante en la promoción de la lengua vernácula toscana en temas filosóficos y científicos, en detrimento de las lenguas antiguas (latín y griego).

## Biografía
Sus primeras obras, que incluyen: Il Dialogo della bella creanza delle donne, o Raffaella (1539) y las comedias Amor costante y Alessandro (existen otras obras publicadas con ellas, en colecciones, que le son erróneamente asignadas), fueron alentadas y financiadas por la sienesa Accademia degli Intronati, de la que era miembro desde 1531, tomando el nombre de Stordito (Aturdido).
La mayor parte de su producción literaria incluye traducciones de clásicos griegos y latinos, como el Libro XIII de Las Metamorfosis de Ovidio y el Libro VI de la Eneida, que narra la catábasis o descenso al ultramundo pagano de Eneas. En 1539 se trasladó a la Universidad de Padua durante cuatro años donde dio conferencias de filosofía y participó en las actividades de la Accademia degli Infiammati, donde llegaría a ser "príncipe" durante un tiempo. En 1541 escribió a Pietro Aretino, exponiéndole sus ideas sobre la vernaculización de la prosa científica. Regresó a Siena en 1543 y se trasladó a Roma en 1546, en donde pasaría los siguientes doce años de su vida, de los cuales los siete primeros (1546-1553), estuvo como protegido de Francisco de Mendoza y Bobadilla, Cardenal de Coria y Burgos, formando parte de la corte papal de Julio III.
Su poesía, que continuó la tradición iniciada por Petrarca, apareció primero en varias colecciones, hasta que en 1549 la publicó en un volumen de cien sonetos bajo el título de Cento sonetti. En 1575, tradujo la Poética de Aristóteles con eruditos comentarios. También interesado por la Retórica de Aristóteles, compuso una edición anotada. En suTrattato della grandezza della terra e dell' acqua (1558), contrastó las opiniones ptolomeicas con las aristotélicas sobre la medición de las extensiones de la tierra y el mar.
Entre sus principales contribuciones a la astronomía, se puede mencionar su Della sfera del mondo (1540), donde defiende la opinión de Ptolomeo. Publicado por primera vez en un solo volumen, clasifica a las estrellas por su brillo, muchos años por delante de Johann Bayer, por el procedimiento de asignarles una letra del alfabeto latino. Este libro es generalmente considerado como el primer atlas celeste del Renacimiento: sus 47 planchas representan las constelaciones conocidas de Ptolomeo (con la excepción de la del Potro), con su significación mitológica. Le siguió una segunda obra en 1548, De le stelle fisse / "Sobre las estrellas fijas" (1543), que fue compilada con el libro anterior para formar, en un solo volumen, Sfera del mondo e Delle stelle fisse / "La esfera del mundo y de las estrellas fijas".
En 1574, el Papa Gregorio XIII le nombró obispo titular de Patras, pero permaneció en Siena como coadjutor del arzobispo Francesco Bandini Piccolomini. Por petición de Cosme de Médicis, propuso una reforma del calendario juliano en 1578.

## Obras

### Poesía
- Cento sonetti (1549)

### Prosa y teatro
- Amor costante (1536)
- Dialogo de la bella creanza de le donne (Venezia 1539)
- Alessandro (1544)
- De la nobiltà et eccellenza de le donne, (Venezia 1545)
- L'Hortensio, 1574.

### Tratados
- Della sfera del mondo (1540)
- De la instituzione di tutta la vita de l'omo nato nobile, e in città libera (Venezia, 1542)
- De le stelle fisse (1543) Edición de 1570
- Annotazione nel libro della Poetica di Aristotele (1560)
- Della grandezza della Terra et dell'Acqua (Venetia, Giodano Ziletti, 1561)
- Speculazioni de' pianeti

## Reconocimientos
- Su comedia Alessandro fue adaptada al inglés por George Chapman como May Day (Primero de Mayo) (impreso en 1611).
- El cráter lunar Piccolomini lleva este nombre en su memoria.[2]